# Ligier JS43
La Ligier JS43 è la monoposto con cui la Ligier partecipò al campionato mondiale di Formula 1 1996; fu l'ultima vettura schierata dal team francese.

## Piloti
Come prima guida fu confermato Olivier Panis, già da due anni al volante della squadra francese, cui fu affiancato Pedro Paulo Diniz, che si trasferì dalla Forti portando in dote il proprio munifico portafoglio di sponsorizzazioni, tra le quali Parmalat, che aveva concesso il proprio marchio in licenza alle aziende del padre. Terzo pilota era l'inglese Kelvin Burt.

## Dati tecnici
La JS43 fu progettata da Frank Dernie in collaborazione con André de Cortanze: essenzialmente si trattava di un'evoluzione della vettura dell'anno precedente di cui riprendeva lo schema delle pance e del musetto, mentre ai lati dell'abitacolo vennero realizzate le nuove protezioni previste dal regolamento; la motorizzazione era ancora marcata Mugen. Il progetto avanzò con difficoltà a causa delle crescenti difficoltà economiche della squadra: i due comproprietari della scuderia Tony Dowe e Tom Walkinshaw avevano infatti lasciato a seguito di contrasti con il patron Guy Ligier. Per il secondo anno consecutivo il team fu equipaggiato da un motore Mugen-Honda MF-301H, questa volta versione MF-301HA.
Lo sponsor principale Gitanes venne sostituito da un altro marchio di sigarette francesi, la Gauloises: la vettura mantenne quindi la livrea dell'anno prima, di base blu, ravvivata però dal bianco e giallo del nuovo sponsor Parmalat portato in dote dal secondo pilota Pedro Diniz.

## Stagione
La vettura si rivelò valida, ma inaffidabile: nelle occasioni in cui riuscì ad arrivare al traguardo, si piazzò quasi sempre nella parte bassa o ai limiti della zona punti, subendo in totale 17 ritiri (10 per Diniz e 7 per Panis) e manifestando gravi problemi all'impianto frenante.

Il team francese non riuscì pertanto a ripetere le doti di regolarità del 1995, tuttavia nel GP di Monaco, caratterizzato da un gran numero di ritiri, Olivier Panis colse un'incredibile vittoria, la prima per la Ligier dal Gran Premio del Canada 1981; il pilota di Lione giunse inoltre 6° in Brasile e 5° in Ungheria, terminando così il mondiale piloti in nona posizione, con tredici punti conquistati, mentre Diniz si classificò quindicesimo con due punti, frutto dei 6° posti in Spagna e in Italia.

I 15 punti complessivamente racimolati garantirono alla Ligier il sesto posto nel campionato costruttori.
Al termine della stagione 1996 la Ligier si ritirò dalla Formula 1 cedendo le sue quote e le sue strutture ad Alain Prost, che ridenominò il team Prost Grand Prix.

## Risultati completi in Formula 1
| Anno | Team   | Motore                            | Gomme | Piloti |    |   |     |     |     |     |     |     |     |     |     |     |     |     |     |     | Punti | Pos. |
| ---- | ------ | --------------------------------- | ----- | ------ | -- | - | --- | --- | --- | --- | --- | --- | --- | --- | --- | --- | --- | --- | --- | --- | ----- | ---- |
| 1996 | Ligier | Mugen-Honda MF301HA 72-degree V10 | G     | Panis  | 7  | 6 | 8   | Rit | Rit | 1   | Rit | Rit | 7   | Rit | 7   | 5   | Rit | Rit | 10  | 7   | 15    | 6º   |
| 1996 | Ligier | Mugen-Honda MF301HA 72-degree V10 | G     | Diniz  | 10 | 8 | Rit | 10  | 7   | Rit | 6   | Rit | Rit | Rit | Rit | Rit | Rit | 6   | Rit | Rit | 15    | 6º   |

| Legenda | 1º posto     | 2º posto | 3º posto    | A punti         | Senza punti/Non class.  | Grassetto – Pole position Corsivo – Giro più veloce |
| Legenda | Squalificato | Ritirato | Non partito | Non qualificato | Solo prove/Terzo pilota | Grassetto – Pole position Corsivo – Giro più veloce |

(*) Indica quei piloti che non hanno terminato la gara ma sono ugualmente classificati avendo coperto, come previsto dal regolamento, almeno il 90% della distanza totale.